# Prix Whitehead Senior
Le prix Whitehead Senior est une distinction mathématique décernée par la London Mathematical Society (LMS) les années paires en mémoire de John Henry Constantine Whitehead, président de la LMS entre 1953 et 1955. Le prix est remis à un mathématicien résidant normalement au Royaume-Uni au 1er janvier de l'année courante. Les critères de sélection stipulent que sont requis des travaux en mathématiques ou la reconnaissance de conférences données dans le champ des mathématiques. Le prix se distingue du prix Whitehead (junior) par le fait que ses lauréats sont des chercheurs déjà accomplis. Les lauréats d'autres prix ou médailles remis par la LMS sont inéligibles : médaille De Morgan, prix Pólya, prix Naylor, etc.

## Histoire
L'histoire de la London Mathematical Society remonte jusqu'en 1864, où la création de la société a été envisagée. Le nom 'London Mathematical Society' a été choisi lors d'une réunion préparatoire en novembre 1864. La première réunion a eu lieu en janvier 1865, en présence de 27 membres. Entre cette réunion et 1900, plus de 900 articles ont été publiés dans les Proceedings. La société mathématique de Londres a créé des prix prestigieux dès le début de son existence. Une fois que le soutien financier était assuré, la société a commencé à décerner sa médaille De Morgan, attribuée tous les trois ans, la première étant décernée à Cayley en 1884 ; les récipiendaires suivants sont Sylvester (1887), Rayleigh (1890), Klein (1893), Roberts (1896), et Burnside (1899).

## Lauréats
- 1974 Frank Adams
- 1976 C. T. C. Wall
- 1978 Ioan James
- 1980 David George Kendall
- 1982 Christopher Zeeman
- 1984 John Trevor Stuart
- 1987 Robert Alexander Rankin
- 1989 Edward Fraenkel
- 1991 W.B.R. Lickorish
- 1993 Bryan Birch
- 1995 Colin J. Bushnell
- 1997 John Coates
- 1999 Michael J. D. Powell
- 2001 Derek W. Moore
- 2003 Peter Neumann
- 2005 Keith Moffatt
- 2007 Béla Bollobás
- 2009 Vladimir Gilelevich Maz'ya (en)
- 2011 Jonathan Pila
- 2013 Frances Kirwan
- 2015 Robert Sinclair MacKay
- 2017 Peter Cameron
- 2019 Ben Green
- 2021 Tara E. Brendle